# Monument natural Pichasca
El Monument Natural Pichasca és un monument nacional al municipi de Río Hurtado a la IV Regió de Coquimbo a l'estat de Xile. Aquesta vall baixa des de la zona de la serralada, amb un petit curs d'aigua que alimenta el pantà de Recoleta. Té una superfície de 128 ha a una altitud entre els 711 i els 1.072 metres, en un sector de la preserralada de clima semidesèrtic el relleu del qual té desnivells marcats. Va ser «descobert» per Gaston Zeballos Miranda, agricultor del poble de Pichasca.

## Creació
El 1972 fou declarat Parc Nacional «bosc petrificat de Pichasca».
El 1981, es concedí l'ús gratuït per cinc anys renovables a la Corporació Nacional Forestal l'extensió de les quals incloïa la zona amb restes fòssils i el bosc petrificat. El 28 de setembre de 1983 se'n va canviar l'estuatut i es va declarar Parc Nacional. Finalment, amb el Decret 123 del 17 d'octubre de 1985, del Ministeri d'Agricultura, es declara Monument Natural.

## Descripció

### Aspectes geogràfics
Pichasca és damunt la formació geològica del Cretaci tardà (fa 80 milions d'anys), denominada Viñita, d'origen volcànic i sedimentari clàstic continental. Geològicament se'n distingeix una part inferior constituïda per conglomerats i gres volcànics, laves i toves, i una part superior composta per roques volcàniques (laves i bretxes andesítiques, andesites basàltiques i basalt). Als sòls de l'àrea predominen els de categoria VII i VIII.
El clima del sector és semidesèrtic i càlid. D'acord amb dades generades en les estacions meteorològiques de la Direcció general d'Aigües de Pichasca, i Samo Alto, té temperatures màximes de 30 °C al gener i de 4 °C la mínima al juny. Quant a les precipitacions, la màxima aconseguida és de 243,5 mm, i té una precipitació mitjana de 119,4 mm, i una mínima de 12,5 mm
Al Monument Natural Pichasca es troben representades les formacions de matolls esteparis de l'interior de Coquimbo dins la regió dels matolls i boscos esclerofil·les i subregió dels matolls esteparis. Aquestes formacions sustenten una fauna ocasional amb àmbits de llar que traspassen llargament els límits de la zona.
Hi ha una flora fossilitzada, que d'acord amb els estudis de diversos autors, correspon a restes de troncs fossilitzats i empremtes de fulles d'espècies arbòries de gimnospermes i angiospermes.
A la zona, a més, hi ha proves de fauna fossilitzada, consistent en restes òssies de vertebrats que correspondrien a dinosaures titanosaures, del gènere Antarctosaurus, que podria ser Antarctosaurus wichmannianus. També s'hi han trobat fragments de closques de quelonis (tortugues).

### Aspectes culturals
Dins els límits de la zona es poden trobar recursos culturals, tant amerindis com d'activitats de la darreria del segle xix. S'hi van detectar traces de cultures precolombines al ràfec rocós de la «Casa de Pedra» amb traces de presència humana d'un grup caçador col·lector d'uns 10.000 anys.
També s'hi han trobat pintures rupestres o pictografies. D'acord amb estudis estratigràfics, s'ha establert que aquest ràfec havia estat utilitzat per diversos grups al llarg del temps. Les manifestacions pictogràfiques representen ideogrames abstractes de l'imaginari grupal. Després, els avantatges del ràfec serviren a pastors assentats a l'espai contigu.
El Monument Natural Pichasca conté elements singulars, com l'és la seua qualitat de reserva paleontològica i bressol de cultures prehistòriques de les més antigues de la zona.
La declaració com a Monument Natural Pichasca ha de preservar i presentar en el seu ambient natural, els recursos paleontològics i arqueològics existents a l'àrea. Això implica tasques de conservació, de protecció així com d'educar els visitants a fruir del lloc sense fer-lo malbé. Es veu el momument com un motor per a desenvolupar la régió de Coquimbo i influir en el correcte ús dels recursos paleontològics de les àrees privades limítrofes.

## La sendera de Xile
Hi ha a la zona, un tram de la sendera de Xile, al municipi de Río Hurtado. El tram comença al poble de San Pedro de Pichasca, al vessant nord del Río Hurtado, i acaba en la localitat de Las Minillas. També es pot accedir al tram directament al pont de Samo Alto.
Té una extensió de 20 km i una altitud mitjana de 1.000 m. La sendera recorre sinuosament el vessant nord de Río Hurtado (762 msnm) i passa pel Monument Natural Pichasca. En avançar s'hi pot descobrir la Quebrada La Pedrera amb forta presència de còdols, i la Cova del Diablo, una antiga mina sobre la qual hi ha llegendes relacionades amb el seu guardià.

## Vies d'accés
És a 2 km del poblat de Pichasca, a 85 km al sud de la Serena, la capital regional, i a 390 km al nord de Santiago. Ovalle és a 55 km del Monument Natural Pichasca, i n'és el centre urbà més proper a la zona.
S'hi pot accedir durant tot l'any, per una ruta que ix d'Ovalle i passa per sobre el mur-cortina del pantà de Recoleta fins a arribar al poblat de Samo Alto. Alternativament s'hi pot arribar  del nord (des de la Serena, Vicuña, altres localitats de la vall del Elqui, Andacollo) per camins interiors.